# Leitartikel
Leitartikel (Ledarsida), op. 273, är en vals av Johann Strauss den yngre. Den spelades första gången den 19 januari 1863 i Sofienbad-Saal i Wien. 

## Historia
1859 slog sig Österrikes författare och journalister samman till en gemensam organisation som de döpte till "Concordia" efter endräktens gudinna i den romerska mytologin. Inte förrän 1863 anordnade de en egen bal. Balen blev mycket populär då ingen ville stöta sig med alltmer inflytelserika tidningspressen. Den första "Concordiabalen" annonserades att äga rum den 19 januari i den flotta Sofienbad-Saal i Wien. Därmed inleddes en årlig tradition som har fortsatt till dags dato. En månad tidigare, den 15 december 1862, "Författare- och Journalistföreningen" haft sin första Damafton för säsongen. I anslutning därtill skrev tidningen Die Presse samma dag: "Förberedelser görs redan för balen som organiseras av 'Concordia'. Till denna bal ska Johann Strauss komponera en vals med titeln 'Zeitungsfreuden' [Tidningsglädje]". Strauss verkar därefter ha undergått någon sorts sinnesförändring, ty endast två dagar senare meddelade Morgen-Post (17 december 1862): " 'Mit der Feder' [Med pennan] är titeln på den senaste vals som Kapellmästare Johann Strauss har komponerat till författarnas Concordiabal och som är tillägnad medlemmarna i föreningen". Uppenbarligen hade "Concordia" andra tankar, för den 31 december 1862 skrev Der Zwischen-Akt: 'Kommittén för 'Concordia' har beslutat sig för titeln 'Leitartikel' till den vals som Johann Strauss har komponerat till balen". I och med valet av titeln ville "Concordia" hylla den sektion av tidningen - Ledarsidan - i vilken journalisternas åsikter kom i daga.
När valet av titel slutligen var konstaterat kunde Wiener Zeitung fullfölja sin del i att ge sin egen förening mesta uppmärksamhet för den kommande balen. Den 5 januari 1863 stod det att läsa: "Enligt pålitliga källor arbetar han [Johann Strauss] på en cykel av 'Ledare', vilka kombinerar styrka, schvung och charm på ett sådant sätt, dessutom sägs de vara så rytmiska att man kan förvänta sig en förtrollande effekt. De ska alla kunna höras den 19 denna månad och envar som önskar ska bege sig till Sofiensaal där journalistvärlden kommer dansa till Strauss 'Leitartikel'". Tidningen tog tillfället i akt att stödja föreningens sak, och fortsatte: "Men journalisterna dansare av pur glädje då saker och ting går deras väg nu. De dansar inte för nöjes skull - de har inte tid till det. De dansar med ett syfte. De försöker kombinera nytta med nöje: vi ska dansa för de förtrycktas författarnas skull".
Under många år hade Johann Strauss hälsa varit alarmerande. I januari 1863 var det till och med tal om en nära stroke. Strax före "Concordiabalen" publicerade tidningarna ett brev från kompositören: "På inrådan av mina läkare måste jag undvika all form av mental ansträngning och kan därmed inte kunna erbjuda några nykomponerade verk till den kommande karnevalen. En enda vals, som jag tillägnade Journalist- och Författarföreningen 'Concordia' för en tid sedan, har slutförts och detta verk kommer framföras för första gången den 19 denna månad på 'Concordiabalen'. Liksom tidigare år kommer jag fortsätta som dirigent för min orkester". Lyckligtvis för "Concordia" så var deras bal årets första danstillställning av 1863 års karneval. Johann Strauss överlät komponerandet av karnevalsårets samtliga beställningsverk till sin yngre broder Josef Strauss.
Trots att valsen hade fått så mycket gratisreklam i tidningarna är det förvånande att så få av dem rapporterade från deras egen bal. Medan Fremden-Blatt (21 januari 1863) medgav att valsen "drog ned stora applåder" var Neueste Nachrichten (25 januari 1863) betydligt svalare och skrev att "Leitartikel gör inga stora framsteg. Flera musiker närvarande hävdar ha funnit bra [musikaliska] idéer i den och vi håller med om detta". Johann Strauss skulle komma att komponera musik till "Concordiabalen" nästa varje år fram till sin död 1899. Brodern Eduard Strauss valde 1871 titeln Mit der Feder för sin polka som han komponerade till "Concordiabalen".

## Om valsen
Speltiden är ca 9 minuter plus minus några sekunder beroende på dirigentens musikaliska tolkning.

## Weblänkar
- Leitartikel i Naxos-utgåvan.